# Ascona
|  | For bilmodellen, se Opel Ascona. |
Ascona er en schweizisk by, i den italiensktalende kanton Ticino. Kommunen har 5.479(2018) indbyggere og ligger ved nordenden af Lago Maggiore.